# Jacqueline Evans (conservacionista)

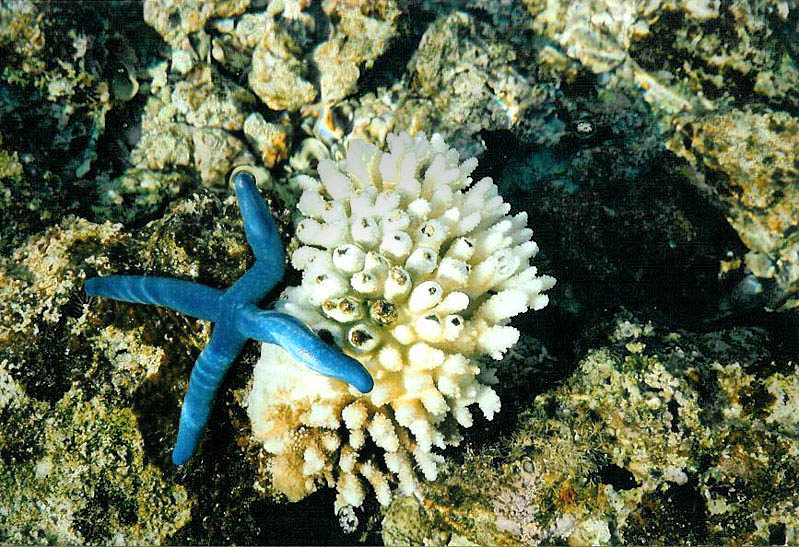
Corales de las islas Cook.

Jacqueline (Jacqui) Evans (1971) es una conservacionista marina de las oookiana. Sus esfuerzos para proteger el ambiente marino en torno a las islas dieron frutos en julio de 2017, cuando el gobierno creó el parque marino Marae Moana. Ella preveía la gestión sostenible de 763 000 millas cuadradas (1,98 millones de km²) de territorio oceánico y 15 zonas de exclusión más protegidas que cubren 324 000 km². En reconocimiento por sus esfuerzos, en abril de 2019 Evans fue una de los seis ambientalistas en recibir el Premio Medioambiental Goldman.

## Juventud y formación
Nacida en 1971, Jacqueline Evans era hija de Mereana Henry de las Islas Cook y de Roger Evans de Inglaterra. Fue criada en Masterton, Nueva Zelanda, junto con sus seis hermanos mayores. Cuando tenía 15 años, se mudó para las Islas Cook con sus padres. Se establecieron en Tupapa, en la isla de Rarotonga, donde ella completó sus estudios en el Tereora College. A partir de 1993, frecuentó la Universidad del Pacífico Sur en Fiyi, graduándose con un bachillerato universitario en ciencias en estudios ambientales en 1995. Más tarde, obtuvo un máster en geografía en la Universidad de Hawái en Manoa (2001–2004).

## Carrera
El interés de Evans por la vida marina comenzó cuando se fue de viaje escolar a una laguna cercana cuando tenía 16 años. Mientras practicaba esnórquel, quedó impresionada por la belleza del coral y los peces de colores. Fue entonces cuando decidió convertirse en conservacionista marina.
Después de trabajar por primera vez como oficial de vigilancia pesquera, fue empleada por el Servicio de Conservación de las Islas Cook. En 2005, se incorporó al Ministerio de Salud donde supervisó los efectos de las aguas residuales en el entorno marítimo. Cinco años después, fue nominada directora de programas en la ONG ambiental Te Ipukarea Society, colaborando con agencias gubernamentales en el desarrollo de estructuras para el parque marino. El objetivo era lograr un equilibrio entre el uso de los recursos naturales y las necesidades de conservación.
En su esfuerzo por obtener el apoyo del público para el parque marino, viajó extensamente por las islas con expertos gubernamentales y de ONG, generando confianza con las comunidades locales. Trabajando con un asesor legal, organizó un concurso que llevó a la elección de "Marae Moana" (Océano Sagrado) como el nombre del parque. También se benefició de la colaboración de Kevin Iro, exjugador de rugby y miembro de la junta de turismo.
A pesar de una serie de obstáculos, el 13 de julio de 2017 el gobierno adoptó la Ley Marae Moana que cubre la gestión sostenible del territorio oceánico de las Islas Cook. Evans ahora asumió la responsabilidad del proyecto como directora de la Oficina de Coordinación de Marae Moana, supervisando su aplicación.
En reconocimiento a sus logros, en abril de 2019, Jacqueline Evans recibió el Premio Medioambiental Goldman por su trabajo en la preservación de la biodiversidad marina y la protección de las tradiciones de las Islas Cook.
En enero de 2020 creó la Fundación Moana para apoyar a la ONG en las Islas Cook.